# مركب إتريوم عضوي

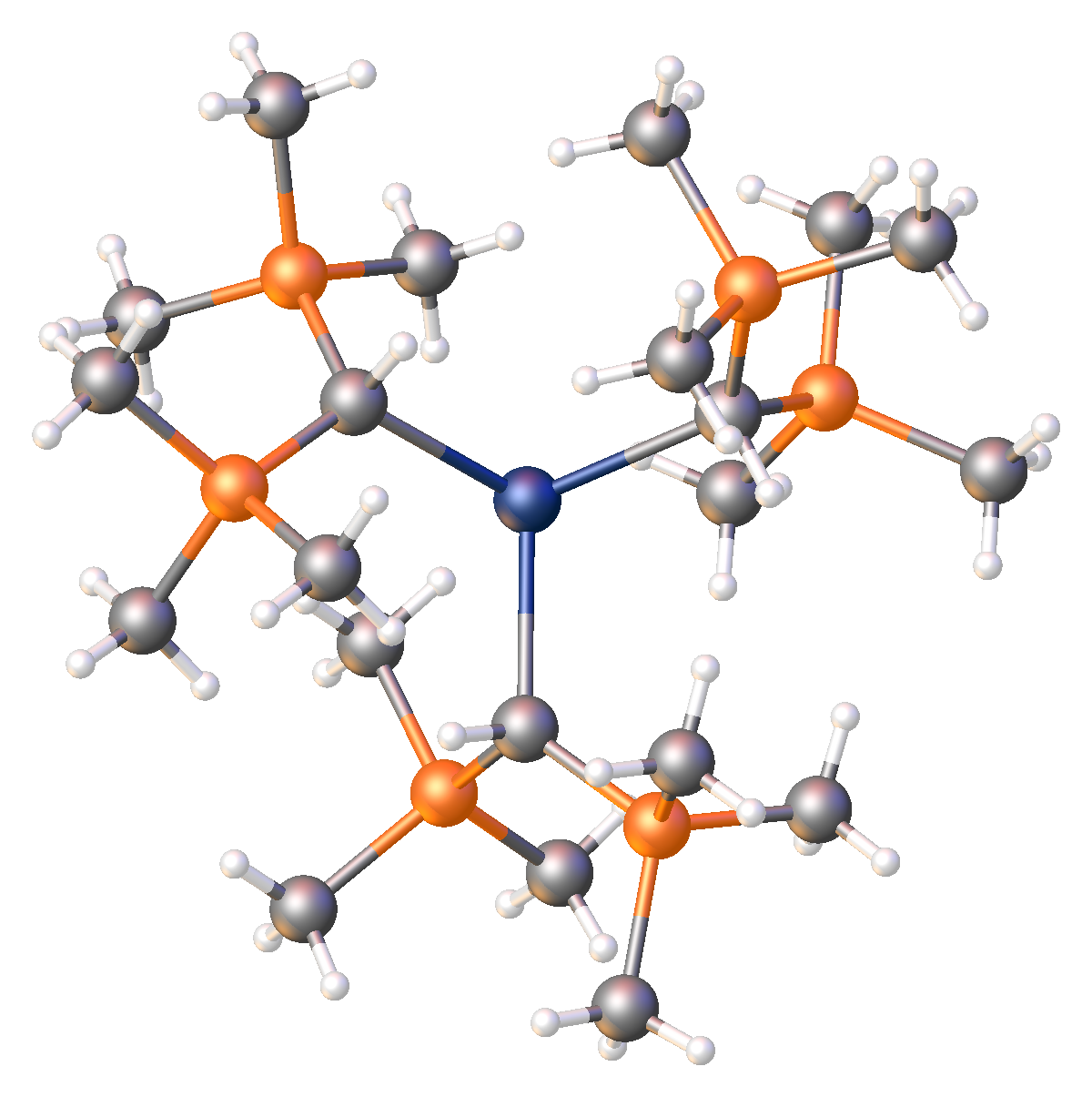
نموذج فراغي لبنية مركب إتريوم عضوي من Y(CH(tms)_{2})_{3} حيث (tms = SiMe_{3}).

مركبات الإتريوم العضوية هي مركبات عضوية فلزية حاوية على الرابطة الكيميائية إتريوم-كربون Y-C؛ وتدعى الكيمياء المهتمة بدراسة هذه المركبات باسم كيمياء الإتريوم العضوية. تحضر هذه المركبات عادة انطلاقاً من ألكلة مركب كلوريد الإتريوم الثلاثي YCl3.
عادةً ما تكون مركبات الإتريوم العضوية عديمة اللون، وذات مغناطيسية معاكسة نتيجة التوزيع الإلكتروني المغلق للأيون 3+Y.
كانت المعقدات التناسقية لمركبات الإتريوم العضوية من أوائل المعقدات التي وجد فيها أن تلامس الربيطات المحيطة بذرة الإتريوم المركزية في حالة الأكسدة الصفرية هو على هيئة تناسق سباعي (η7). وجد أن تبخير مركبات الغرافيت الإقحامية، التي يقحم فيها الإتريوم في البنية البلورية للغرافيت مثل غرافيت-Y أو غرافيت-Y2O3، يؤدي إلى تشكيل الفوليرينات الداخلية مثل Y@C82. وبينت دراسات الرنين المغناطيسي الإلكتروني تشكل الأزواج الأيونية من 3+Y و3−(C82).